# Aerostat

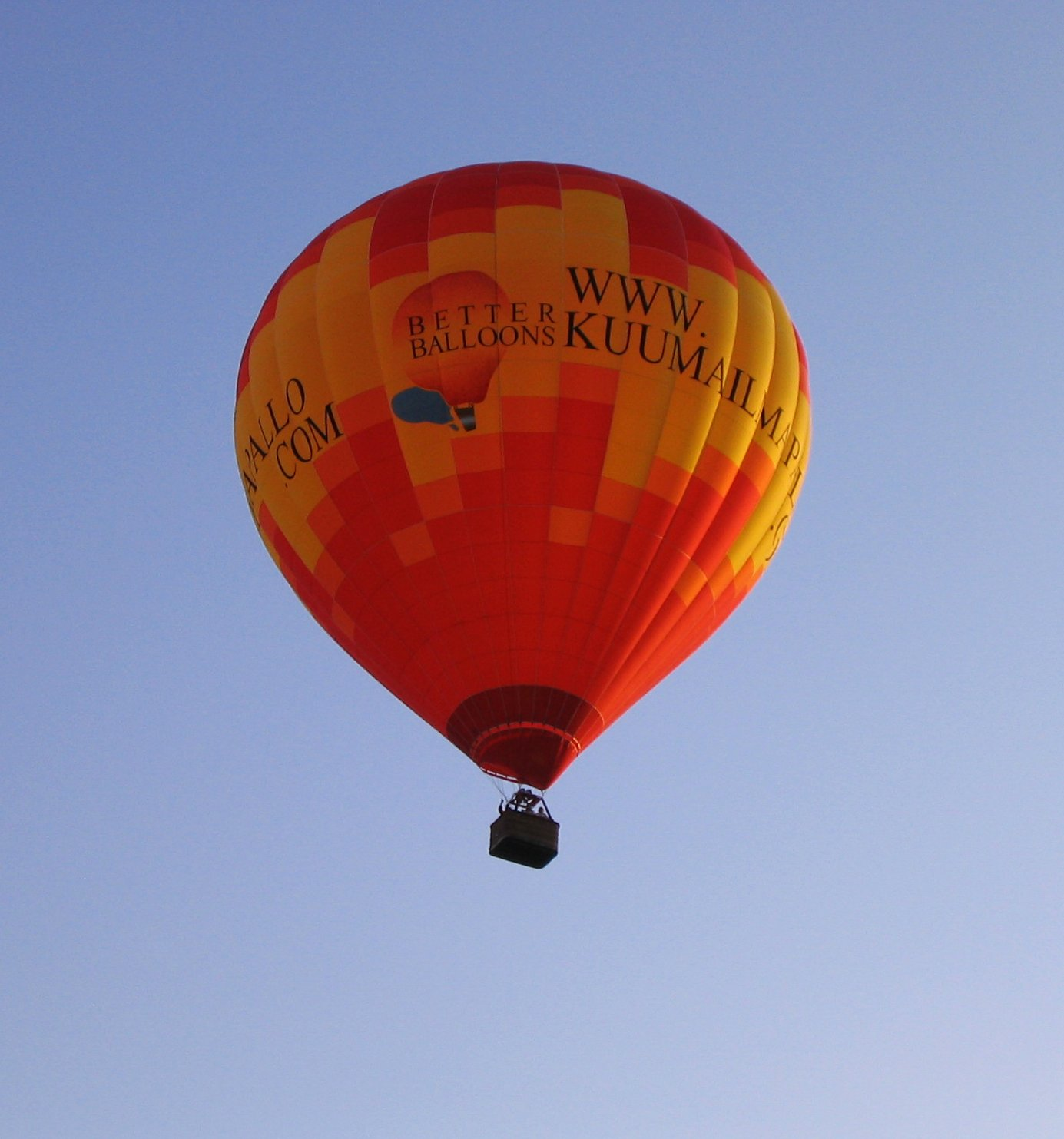
Luftballonger är aerostater.

Aerostat är en luftfarkost vars vikt är lika med eller mindre än den undanträngda luftens vikt, till exempel luftskepp och luftballonger. Lyftkraften skapas således av att en sådan farkost inte tvingas ner av gravitationen före luften och därav befinner sig ”statiskt” (stilla) svävande i atmosfären.
Aerostat kommer av franska: aérostat, en sammanslagning av klassisk grekiska: ἀήρ (aḗr, ”luft”) och στατός (statós, ”stående”).
Antonymen till aerostat är aerodyn, luftfarkoster vars vikt är större än den undanträngda luftens vikt, exempelvis flygplan och helikoptrar.

## Aerostater
- Luftballong
- Luftskepp
- Zeppelinare